# Barnwell, Northamptonshire
Barnwell är en ort och civil parish i Storbritannien.   Den ligger i grevskapet Northamptonshire och riksdelen England, i den sydöstra delen av landet, 110 km norr om huvudstaden London. Barnwell ligger 35 meter över havet och antalet invånare är 362.
Terrängen runt Barnwell är platt. Runt Barnwell är det ganska tätbefolkat, med 179 invånare per kvadratkilometer. Närmaste större samhälle är Peterborough, 19,4 km nordost om Barnwell. Trakten runt Barnwell består till största delen av jordbruksmark.